# Tahani al-Gebali
Tahani al-Gebali (arabisch تهاني الجبالي, DMG Tahānī al-Ǧibālī; * 9. November 1950 in Tanta; † 9. Januar 2022) war Vizepräsidentin des ägyptischen Verfassungsgerichts. Sie wurde im Jahr 2003 von Präsident Husni Mubarak als eine von siebzehn Verfassungsrichtern in ihr Amt berufen und war bis 2007 die einzige Richterin Ägyptens.
1968 begann sie ihr Jurastudium in Kairo. Al-Gebali arbeitete 30 Jahre als Anwältin und vertrat auch Arbeiter nach dem Brotaufstand 1977 oder langwierige Scheidungsfälle. Vor ihrer Berufung war sie auch als Frauenrechtlerin aktiv. Sie besaß ein Diplom in islamischem Recht.
Sie starb am 9. Januar 2022 im Alter von 71 Jahren an den Folgen einer COVID-19-Erkrankung.